# Stura di Lanzo
Stura di Lanzo este o arie protejată (arie specială de conservare — SAC, sit de importanță comunitară — SCI) din Italia întinsă pe o suprafață de 688 ha, integral pe uscat.

## Localizare
Centrul sitului Stura di Lanzo este situat la coordonatele 45°13′13″N 7°33′53″E / 45.2203°N 7.5647°E.

## Înființare
Situl Stura di Lanzo a fost declarat sit de importanță comunitară în septembrie 1995 pentru a proteja 23 de specii de animale. Situl a fost protejat și ca arie specială de conservare în februarie 2017.

## Biodiversitate
Situată în ecoregiunea continentală, aria protejată conține 11 habitate naturale: Liziere de ierburi înalte hidrofile de câmpie și de nivel montan până la alpin, Ape stătătoare oligotrofe până la mezotrofe, cu vegetație de Littorelletea uniflorae și/sau de Isoëto-Nanojuncetea, Fânețe de joasă altitudine (Alopecurus pratensis, Sanguisorba officinalis), Râuri de munte și vegetația erbacee de pe malurile acestora, Păduri de stejar sau de stejar și carpen sub-atlantice și medio-europene de Carpinion betuli, Râuri cu maluri nămoloase cu vegetație de Chenopodion rubri p.p. și Bidention p.p., Cursuri de apă de la nivel de câmpie la nivel montan, cu vegetație Ranunculion fluitantis și Callitricho-Batrachion, Pajiști uscate seminaturale și facies de acoperire cu tufișuri pe substraturi calcaroase (Festuco-Brometalia) (* situri importante pentru orhidee), Râuri de munte și vegetația lor lemnoasă cu Salix elaeagnos, Păduri mixte riverane de Quercus robur, Ulmus laevis și Ulmus minor, Fraxinus excelsior sau Fraxinus angustifolia, de-a lungul marilor râuri (Ulmenion minoris), Păduri aluvionare cu Alnus glutinosa și Fraxinus excelsior (Alno-Padion, Alnion incanae, Salicion albae).
La baza desemnării sitului se află mai multe specii protejate:
- păsări (13): pescăruș albastru (Alcedo atthis), egretă mare (Ardea alba), stârc roșu (Ardea purpurea), rața moțată (Aythya fuligula), caprimulg (Caprimulgus europaeus), erete vânăt (Circus cyaneus), egretă mică (Egretta garzetta), sfrâncioc roșiatic (Lanius collurio), gaia neagră (Milvus migrans), gaia roșie (Milvus milvus), stârc de noapte (Nycticorax nycticorax), viespar (Pernis apivorus), chiră de baltă (Sterna hirundo)
- amfibieni (1): Triturus carnifex
- nevertebrate (2): Austropotamobius pallipes, rădașcă (Lucanus cervus)
- pești (7): Barbus caninus, Barbus plebejus, Cobitis bilineata, zglăvoacă (Cottus gobio), Lethenteron zanandreai, Salmo marmoratus, Telestes muticellus

Pe lângă speciile protejate, pe teritoriul sitului au mai fost identificate 2 specii de plante, 18 specii de păsări, 7 specii de amfibieni, 2 specii de mamifere, 71 de specii de nevertebrate, 1 specie de pești, 6 specii de reptile.